# 巩维明
巩维明（1917年12月13日—1998年10月13日），男，山东新泰人，中华人民共和国政治人物，曾任吉林市人民政府副市长，吉林市人民委员会副市长、市长。